# Paralcis tmetoloba
Paralcis tmetoloba är en fjärilsart som beskrevs av Louis Beethoven Prout 1924. Paralcis tmetoloba ingår i släktet Paralcis och familjen mätare. Inga underarter finns listade i Catalogue of Life.